# Cento e cinquenta e dois
Cento e cinquenta e dois (152) é um número inteiro e racional, que está seguindo 151 e precedendo 153.

## Em matemática
152 é o menor primo provável de repunit na base 152 foi encontrado, e possui 589.570 dígitos.  É número par e composto, sendo seus divisores os números 1, 2, 4, 8, 19, 38 e 76.
Trata-se de um número deficiente, porque a soma de seus divisores é 148 < 152. Também não tem radiciação exata; sua raiz quadrada é aproximadamente 12.3288280059...